# Galleria Ronco Scrivia
La galleria Ronco Scrivia è una galleria ferroviaria posta sulla linea Succursale dei Giovi fra la stazione di Ronco Scrivia e quella di Mignanego.

## Storia
La galleria venne progettata come parte della nuova ferrovia succursale dei Giovi, di cui avrebbe costituito l'opera ingegneristica più importante.
I lavori iniziarono nel 1882 e secondo le previsioni si sarebbero dovuti concludere entro due anni; tuttavia il terreno, formato da argille scagliose, causò molti problemi all'impresa costruttrice, con un forte aumento dei tempi e dei costi di costruzione.
Nel 1886 l’impresa richiese la consulenza degli ingegneri Giovanni Curioni ed Enrico Copello, i quali consigliarono di adottare metodi di costruzione più adatti alla natura del terreno; la consulenza dei due illustri esperti fu molto contestata in sede politica e le grosse polemiche che ne seguirono portarono infine al suicidio del Curioni. La linea “succursale” venne infine aperta al traffico il 15 aprile 1889.
Nell'ottobre 1914 venne attivata la trazione elettrica, a corrente alternata trifase, eliminando la trazione a vapore, poco efficiente e fonte di svariati problemi di sicurezza. Il 2 marzo 1963 la linea venne convertita a corrente continua.

## Caratteristiche
Si tratta di una galleria a canna unica, con sezione dimensionata per il doppio binario. L'opera ha una lunghezza di 8 291 metri ed è compresa fra le progressive chilometriche 21+766 (portale nord) e 13+475 (portale sud).
Sono presenti due discenderie intermedie, utilizzabili per l'evacuazione in caso d'emergenza: esse sono denominate “Busalla” e “Pieve” e si trovano rispettivamente alle progressive 17+820 e 20+775.
I due portali sono posti alle estremità delle stazioni di Ronco Scrivia (a nord) e di Mignanego (a sud); entrambi sono riccamente decorati in stile neo-medievale, con richiami velati alle torri merlate.